# Herb Goleniowa
Herb Goleniowa – jeden z symboli miasta Goleniów i gminy Goleniów w postaci herbu.

## Wygląd i symbolika

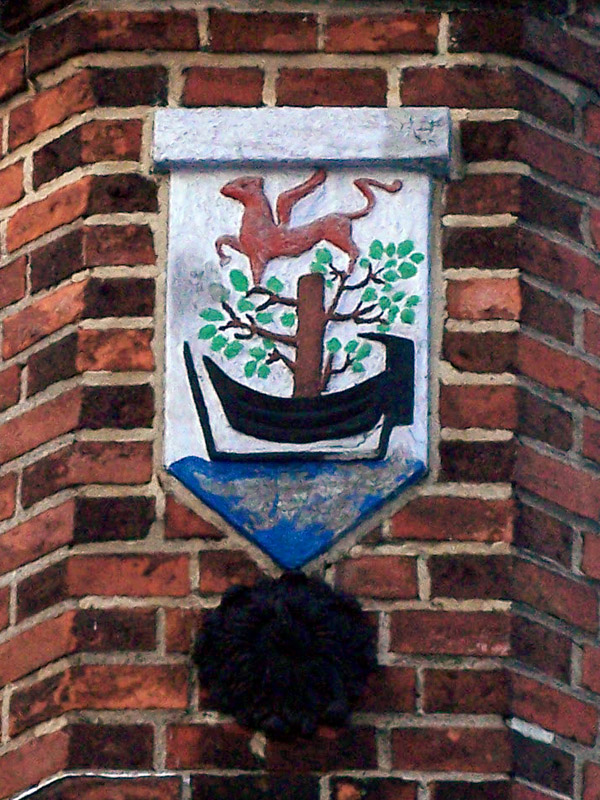
Dawny herb

Herb przedstawia na niebieskiej tarczy  dwa złote (żółte) odwrócone do siebie grzbietami półksiężyce w słup oraz cztery srebrne (białe) gwiazdy wokół nich.

## Historia
Miasto pierwotnie miało herb, który przedstawiał na błękitnej rzece łódź, z której wyrastał dąb, na którym siedział czerwony  gryf, symbol Pomorza. Dawny herb związany był z tradycjami żeglarskimi i handlowymi miasta oraz nawiązywał do położenia w Puszczy Goleniowskiej nad rzeką Iną i przynależności do Pomorza. Wizerunek półksiężyców pojawił się na herbie miejskim w XVII wieku a na pieczęciach używany był już od 1600 roku.

## Legenda
Według legendy herb ma oznaczać lustrzane odbicie księżyca i dwóch gwiazd, jakie zobaczył książę Barnim I w wodzie w miejscu, w którym miał założyć Goleniów.